# Jurydyka
Jurydyka (plurale: jurydyki; dal latino iuridicus, legale) è un termine polacco che indica una frazione situata subito al di fuori (o più raramente un'enclave all'interno) di una città reale, che era indipendente dalle leggi e dai governatori municipali. Formata come unità di divisione territoriale separata tra il XIV e il XVI secolo, gli insediamenti del tipo jurydyka erano uno dei modi in cui la Chiesa e la nobiltà evitavano le rigide leggi della città reale. Le frazioni del tipo jurydyka erano esentati dalle leggi specifiche sul commercio che permettevano solo ai mercanti specializzati di prendere parte ai mercati che si tenevano nelle città. In molte città polacche le frazioni jurydyka formavano un anello intorno all'abitato e furono poi infine inglobati nella città come frazioni. Questo fu il caso di Varsavia, che all'inizio del XVIII secolo era circondata da non meno di 14 jurydyki, alcuni dei quali contavano circa 5 000 abitanti. Tutti questi, inclusi Grzybów, Mariensztat, Leszno e Solec sono ora frazioni della capitale polacca.